# Inline-Speedskating-Europameisterschaften 1995
Die Europameisterschaften wurden im portugiesischen Praia da Vitória ausgetragen. Die Wettkämpfe fanden vom 4. bis 12. August 1995 statt.

## Frauen
| Distanz               | Gold                                                            | Silber                                                           | Bronze                                                    |
| Bahn                  | Bahn                                                            | Bahn                                                             | Bahn                                                      |
| --------------------- | --------------------------------------------------------------- | ---------------------------------------------------------------- | --------------------------------------------------------- |
| 300 m Einzelsprint    | Ilka Briffaerts                                                 | Oona Diezel                                                      | Tina Bosica                                               |
| 500 m Sprint          | Tina Bosica                                                     | Anne Titze                                                       | Ilka Briffaerts                                           |
| 3000 m Punkte         | Sheila Herrero                                                  | Hilde Goovaerts                                                  | Caroline Lagrée                                           |
| 5000 m Ausscheidung   | Tina Bosica                                                     | Anne Titze                                                       | Sheila Herrero                                            |
| 10000 m Massenstart   | Hilde Goovaerts                                                 | Tina Bosica                                                      | Sandrine Plu                                              |
| 1500 m Teamverfolgung | Belgien Ilka Briffaerts Vanessa Derous Hilde Goovaerts          | Spanien Sheila Herrero Edurne Elcano Araceli Larrea              | Italien Tina Bosica Christina Sanfratello Simona Vesprini |
| 5000 m Staffel        | Spanien Edurne Elcano Araceli Larrea Sheila Herrero             | Italien Simona Vesprini Cristina Sanfratello Elisabetta Giorgini | Deutschland Anne Titze Melanie Knopf Michaela Heinz       |
| Straße                |                                                                 |                                                                  |                                                           |
| 300 m Einzelsprint    | Sheila Herrero                                                  | Nicoletta Gallessi                                               | Anne Titze                                                |
| 500 m Sprint          | Nicoletta Gallessi                                              | Sophie Deschamps                                                 | Ilka Briffaerts                                           |
| 3000 m Punkte         | Sheila Herrero                                                  | Hilde Goovaerts                                                  | Tina Bosica                                               |
| 5000 m Ausscheidung   | Sheila Herrero                                                  | Tina Bosica                                                      | Sandrine Plu                                              |
| 10000 m Massenstart   | Sheila Herrero                                                  | Hilde Goovaerts                                                  | Christina Sanfratello                                     |
| 1500 m Teamverfolgung | Italien Simona Vesprini Cristina Sanfratello Nicoletta Gallessi | Frankreich Valerie Dieumegard Caroline Lagrée Caroline Jean      | Spanien Sheila Herrero Edurne Elcano Araceli Larrea       |
| 5000 m Staffel        | Spanien Edurne Elcano Araceli Larrea Sheila Herrero             | Italien Tina Bosica Christina Sanfratello Simona Vesprini        | Belgien Liesbeth Baetem Ilka Briffaerts Hilde Goovaerts   |

## Männer
| Distanz               | Gold                                                               | Silber                                                               | Bronze                                                                |
| Bahn                  | Bahn                                                               | Bahn                                                                 | Bahn                                                                  |
| --------------------- | ------------------------------------------------------------------ | -------------------------------------------------------------------- | --------------------------------------------------------------------- |
| 300 m Einzelsprint    | Michael Bolivard                                                   | Pascal Briand                                                        | Nico Briffaerts                                                       |
| 500 m Sprint          | Ippolito Sanfratello                                               | Armando Capannolo                                                    | Pascal Briand                                                         |
| 5000 m Punkte         | Massimiliano Presti                                                | Arnaud Gicquel                                                       | Carlos Lamberto                                                       |
| 10000 m Ausscheidung  | Arnaud Gicquel                                                     | Alain Nègre                                                          | Massimiliano Presti                                                   |
| 20000 m Massenstart   | Massimiliano Presti                                                | Carlos Lamberto                                                      | Arnaud Gicquel                                                        |
| 1500 m Teamverfolgung | Frankreich Pascal Briand Arnaud Gicquel Alain Nègre                | Italien Fabio Marangoni Ippolito Sanfratello Massimiliano Sorrentino | Deutschland Ralf Göthling Dirk Breder Christoph Zschätzsch            |
| 10000 m Staffel       | Italien Armando Capannolo Massimiliano Presti Ippolito Sanfratello | Frankreich Alain Nègre Arnaud Gicquel Pascal Briand                  | Spanien Sergio Ugarte Pablo Ascunce Carlos Lamberto                   |
| Straße                |                                                                    |                                                                      |                                                                       |
| 300 m Einzelsprint    | Matteo Morello                                                     | Michael Bolivard                                                     | Pascal Briand                                                         |
| 500 m Sprint          | Matteo Morello                                                     | Michael Bolivard                                                     | Arnaud Gicquel                                                        |
| 5000 m Punkte         | Massimiliano Presti                                                | Arnaud Gicquel                                                       | Carlos Lamberto                                                       |
| 10000 m Ausscheidung  | Arnaud Gicquel                                                     | Massimiliano Presti                                                  | Pascal Briand                                                         |
| 20000 m Massenstart   | Arnaud Gicquel                                                     | Carlos Lamberto                                                      | Massimiliano Presti                                                   |
| 1500 m Teamverfolgung | Italien Matteo Morello Massimiliano Presti Ippolito Sanfratello    | Frankreich Arnaud Gicquel Pascal Briand Alain Nègre                  | Belgien Nico Briffaerts Frank Fiers Davy Willems                      |
| 10000 m Staffel       | Frankreich Arnaud Gicquel Olivier Babonneau Franck Tarray          | Spanien Sergio Ugarte Ramses Reina Carlos Lamberto                   | Italien Armando Capannolo Massimiliano Presti Massimiliano Sorrentino |